# Jet Harris
Terence "Jet" Harris, född 6 juli 1939 i Kingsbury, Brent, London, död 18 mars 2011 i Winchester, Hampshire, var en brittisk musiker som spelade gitarr och bas. 
Han var den förste som spelade elbas i Storbritannien. Harris var basist i The Shadows, men lämnade gruppen för att spela ihop med Tony Meehan och fick med honom två hits, Diamonds och Scarlett O'Hara. 
Ännu vid 70 års ålder var Harris verksam som musiker i grupperna The Rapiers och Jet Harris Band.